# Köppel (Westerwald)

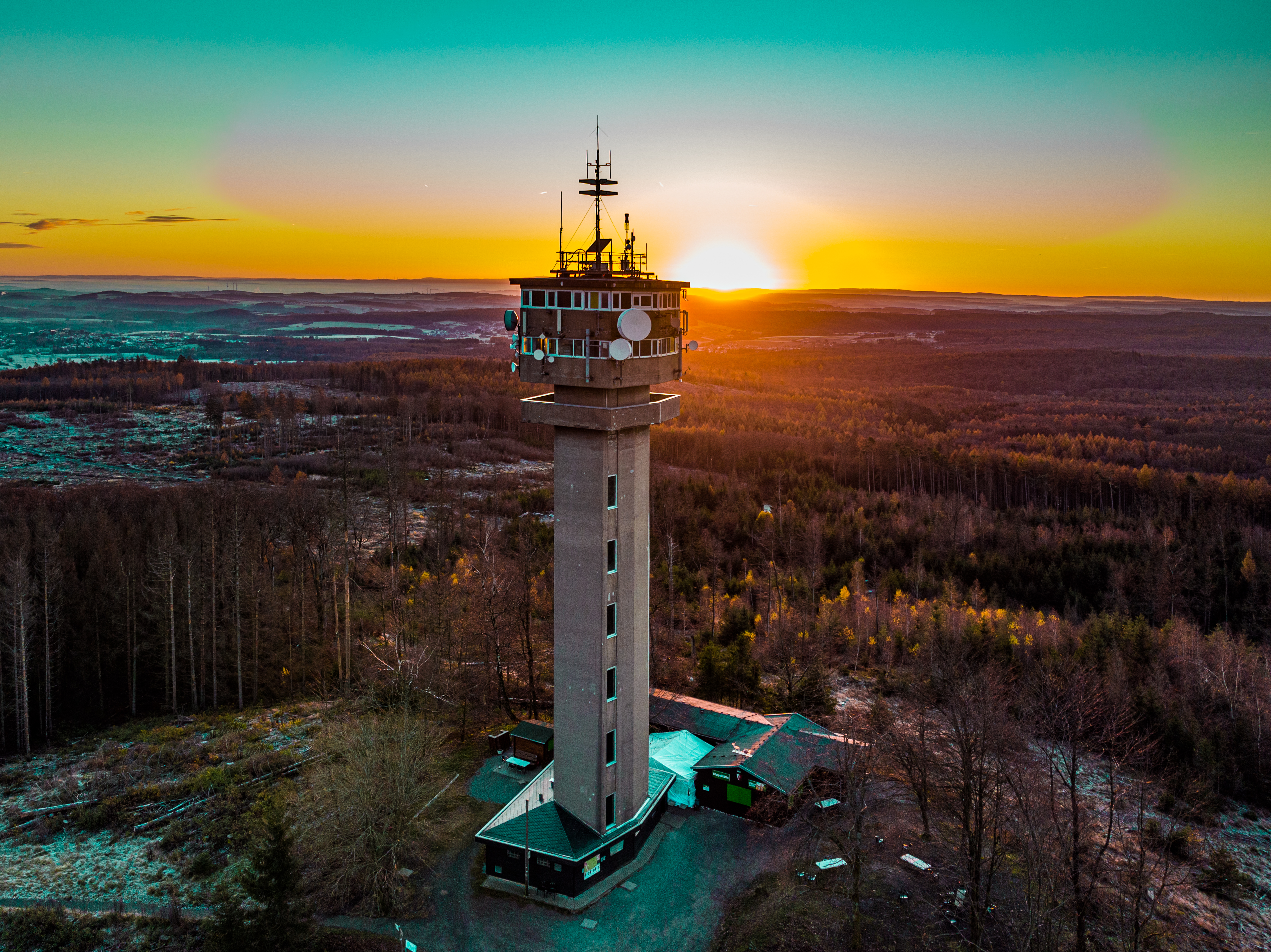
Aussichtsturm auf dem Köppel bei Sonnenaufgang im November 2021

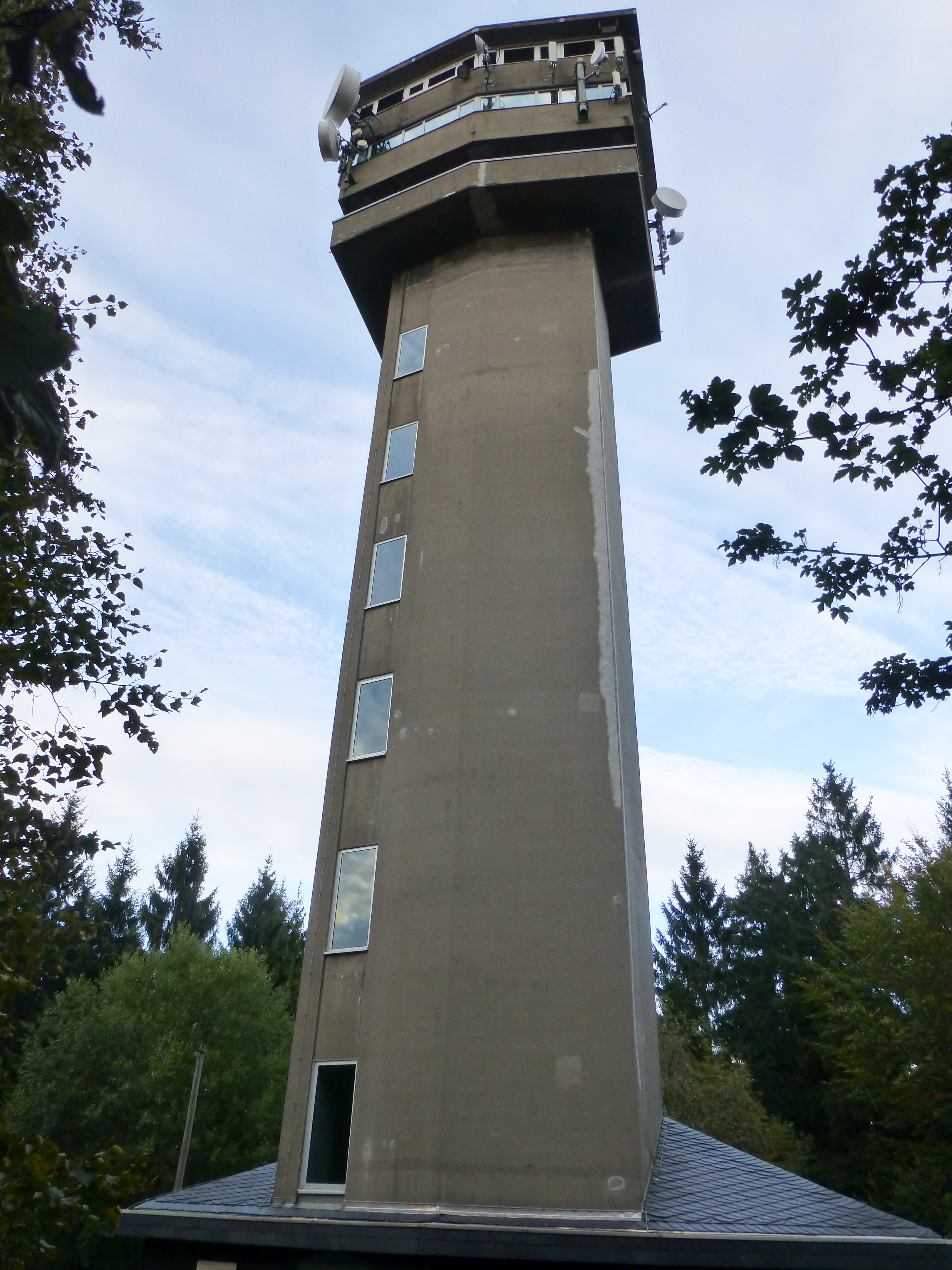
Der Aussichtsturm auf dem Köppel

Der Köppel ist mit 540,2 m ü. NHN nach der nahen Alarmstange (545,2 m) die zweithöchste Erhebung der Montabaurer Höhe, eines langgestreckten Höhenzuges des Niederwesterwaldes. Er liegt auf der Grenze zwischen Montabaur und Dernbach im rheinland-pfälzischen Westerwaldkreis. Auf dem Gipfel steht der Aussichtsturm Köppel.

## Name
„Köppel“ ist im Dialekt des Westerwaldes auch allgemein eine Bezeichnung für einen Hügel oder Berg – möglicherweise verwandt mit dem alemannischen Kapf. Sie geht wahrscheinlich auf den ursprünglich fränkischen Begriff für Erhebungen/Anhöhen im Gelände zurück und bedeutet „kleiner Kopf“.

## Geographie

### Lage
Der Köppel erhebt sich im Naturpark Nassau. Sein Gipfel liegt auf der Grenze der Ortsgemeinde Dernbach, deren Kernort sich 4 km nordöstlich befindet, zur Stadt Montabaur, deren Kernort 5,7 km östlich liegt. Der Großteil der Gipfelregion befindet sich auf Dernbacher Seite. Nach Westsüdwesten leitet die Landschaft zur 1,5 km entfernten Alarmstange über.
Auf der Nordflanke entspringt der Masselbach, auf der Nordostflanke der Schabebornbach und der Waldbach. Südlich vorbei fließt der an der Alarmstange quellende Biebrichsbach als Quellbach des Stadtbachs. Westnordwestlich und nordwestlich entspringen der Vorderste Bach und der Hinterste Bach als Quellbäche des Brexbachs.
Über den Berg führt neben einigen lokalen markierten Wegen auch der Europäische Fernwanderweg E1.

### Naturräumliche Zuordnung
Der Köppel gehört in der naturräumlichen Haupteinheitengruppe Westerwald (Nr. 32) und in der Haupteinheit Niederwesterwald (324) zur Untereinheit Montabaurer Höhe (324.1).

## Natur und FFH-Gebiet
Der Köppel ist bedeckt von Rotbuchen-Hallenwäldern, Mischwäldern und Nadelholzforsten. Auf ihm liegen Teile des Fauna-Flora-Habitat-Gebiets Montabaurer Höhe (FFH-Nr. 5512-301; 28,11 km²).

## Aussichtsturm Köppel
Auf der Gipfelregion des Köppel steht in der Gemarkung Dernbach der 1964 bis 1966 aus Stahlbeton erbaute und 37,48 m hohe Aussichtsturm Köppel, der von seiner 28,8 m hoch liegenden überdachten Aussichtsplattform einen Blick über den Westerwald und die Vulkane in der Pellenz bis hin zu Eifel, Taunus und Hunsrück ermöglicht. Er trägt Sendeanlagen für das D2-Mobilfunknetz. Neben dem Turm befindet sich die Gaststätte Köppelhütte. Der Turm war in Gebrauch für das Fernmelderegiment 12 als Richtfunkstation.